# 東升西降
東升西降是2021年1月中共中央總書記習近平提出的政治概念，意思是作為東方文明代表的中華人民共和國已經崛起和復興，將會取代以美國為代表、逐漸衰落的西方文明。這個概念與中國共產黨主席毛澤東於1957年11月所講的「東風壓倒西風」有異曲同工之處。2019冠狀病毒病疫情自武漢市暴發之後，中國在疫情初期比世界上絕大多數國家更有效控制疫情，直至2022年中共二十大召開後全國多地出現反對清零政策的「白紙運動」。中國比西方國家更有效應對疫情，加上經濟、科技水平同軍事力量快速增長，這些都被中共认为是「東升西降」的表現。習近平本人也用過諸如「中治西亂」的相似變體。
东升西降的观点在外界也有争议。例如有媒体指出，新加坡總理李顯龍2021年8月表示「東升西降」這個想法是錯的。李顯龍說：“有些人相信，也寫出來說，美國正在永久衰落，我不這麼認為。我告訴他們，你看看所有的華裔諾貝爾科學獎獲得者和醫學獎獲得者。除了一個是中國公民外，他們要麼是美國公民，要麼變成了美國公民。這裡就告訴你一個道理，美國能夠吸引來自世界各地的人才。他們才華橫溢，充滿活力。有時候，美國似乎在朝着不可挽回的錯誤方向前進，但是，之後，美國有能夠重塑自我並重新振作起來”。